# Noche de los planeadores
La Noche de los planeadores (en hebreo: ליל הגלשונים‎, lit. 'Leil HaGilshonim') se refiere a un incidente que tuvo lugar el 25 de noviembre de 1987, en el que dos guerrilleros palestinos se infiltraron en Israel desde el sur de Líbano utilizando alas delta para lanzar un ataque sorpresa contra las Fuerzas de Defensa de Israel (FDI). Si bien uno de los guerrilleros fue localizado y abatido por las fuerzas de seguridad israelíes antes de que pudiera llevar a cabo un ataque, el otro logró infiltrarse en una base de las FDI, matando a seis soldados israelíes e hiriendo a otros ocho antes de ser abatido.

## Antecedentes
En 1987, Israel ocupaba una zona de seguridad en el sur del Líbano. Una de las organizaciones que luchaban contra Israel allí era el Frente Popular para la Liberación de Palestina-Comando General (FPLP-CG) de Ahmed Jibril, un grupo escindido de la Organización para la Liberación de Palestina (OLP) con sede en Damasco, que había estado operando en el Líbano desde finales de los años 1960, lanzando ataques contra el norte de Israel.
La valla a lo largo de la frontera dificultaba el cruce a Israel. En marzo de 1981, se hizo un intento similar cuando un intruso, utilizando un ala delta motorizado, llegó a la bahía de Haifa y arrojó algunas bombas, pero se vio obligado a aterrizar después de quedarse sin combustible y fue arrestado.

## El ataque

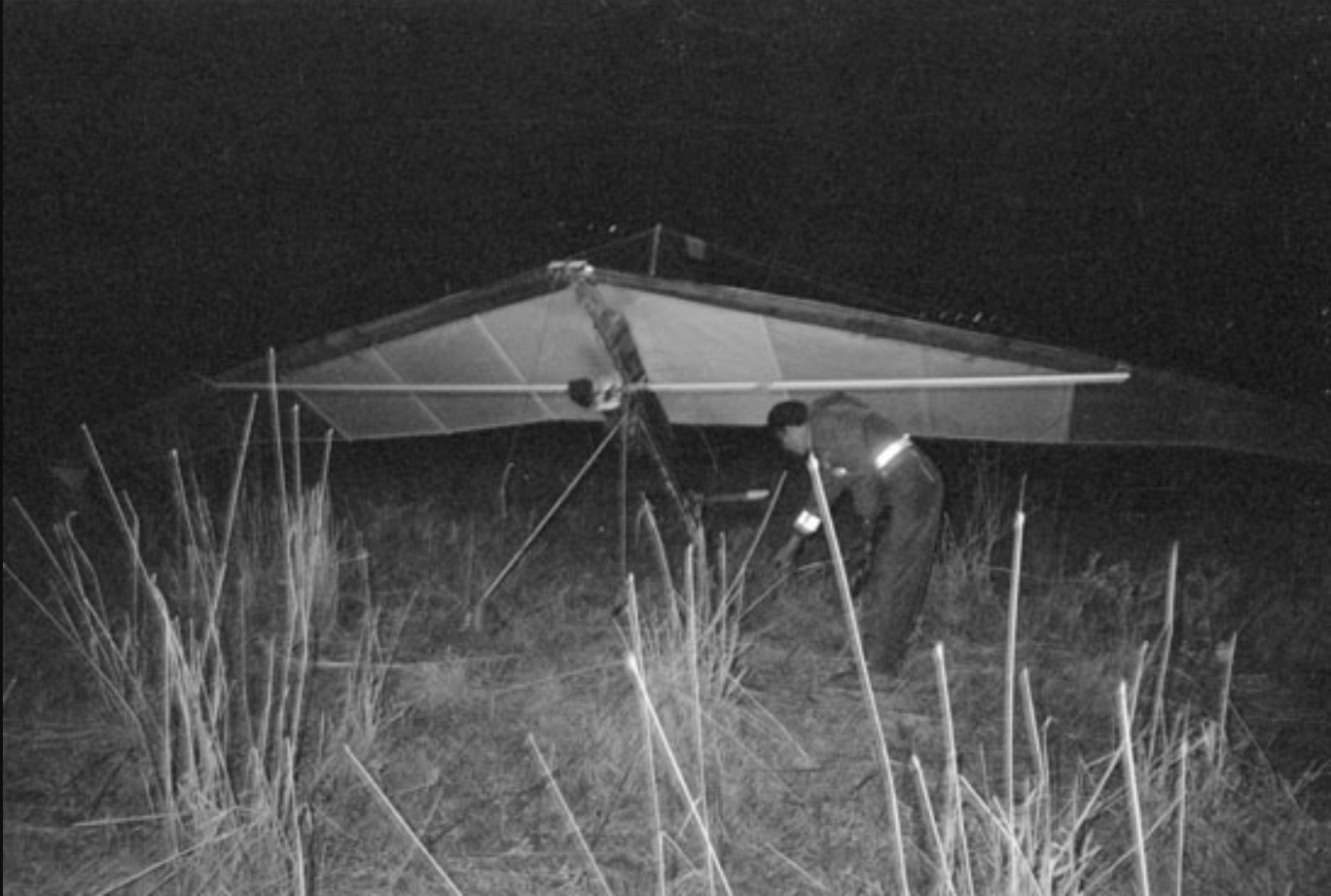
Un soldado israelí inspecciona uno de los planeadores.

En la noche del 25 de noviembre de 1987, dos militantes del FPLP-CG, Khaled Akar (en árabe: خالد آكر‎) y Melod Najah (en árabe: ميلودنجاح‎), despegaron del sur del Líbano, quizás de una zona controlada por Siria, cada uno armado con un rifle de asalto AK-47, una pistola con silenciador y varias granadas de mano. Cada uno de sus planeadores estaba propulsado por un motor del tamaño de una cortadora de césped y una pequeña hélice. Los ruidos del motor fueron escuchados por varios soldados y a las 22:30 horas el Mando Norte de Israel fue alertado del peligro de una infiltración. Se hizo sonar la alarma, se dispararon bengalas y se enviaron helicópteros a buscar los planeadores, pero sin éxito, ya que los planeadores volaban tan bajo como el nivel de los árboles. Sin embargo, en el campamento militar de Gibor, a unas dos millas al este de Kiryat Shemona, no se habían tomado precauciones de seguridad treinta minutos después de que se emitiera la alarma y no se habían apostado guardias adicionales en la puerta del campamento. Más tarde se descubrió que todos, excepto el kibutz Ma'ayan Baruch, ignoraron una alerta temprana de inteligencia, debido a la falta de atención.
El planeador de Akar aterrizó en la zona de seguridad como resultado de haber sido cegado por los reflectores del kibutz Ma'ayan Baruch, y las tropas israelíes lo localizaron y mataron. El segundo aterrizó cerca del campamento de Gibor. Najah vio un camión del ejército que pasaba fuera de la base y abrió fuego contra él, matando al oficial que lo conducía e hiriendo al cabo que viajaba con él. Luego se dirigió hacia un campamento militar cercano tripulado por soldados de la Brigada Nahal, situado a unos 175 metros de distancia. Arrojó granadas y disparó fuego automático contra el centinela, quien entró en pánico y huyó, permitiéndole entrar libremente al campamento. Luego disparó su AK-47 y arrojó granadas en tiendas de campaña utilizadas por soldados israelíes, matando a cinco e hiriendo a siete, pero luego fue muerto a tiros por un soldado israelí (un empleado de intendencia) que había resultado herido.

## Secuelas

### Reacciones israelíes
El día después del ataque, muchos negocios e instituciones cerraron mientras se pedía a los residentes que se dirigieran a refugios antiaéreos mientras los comandos militares buscaban más atacantes.

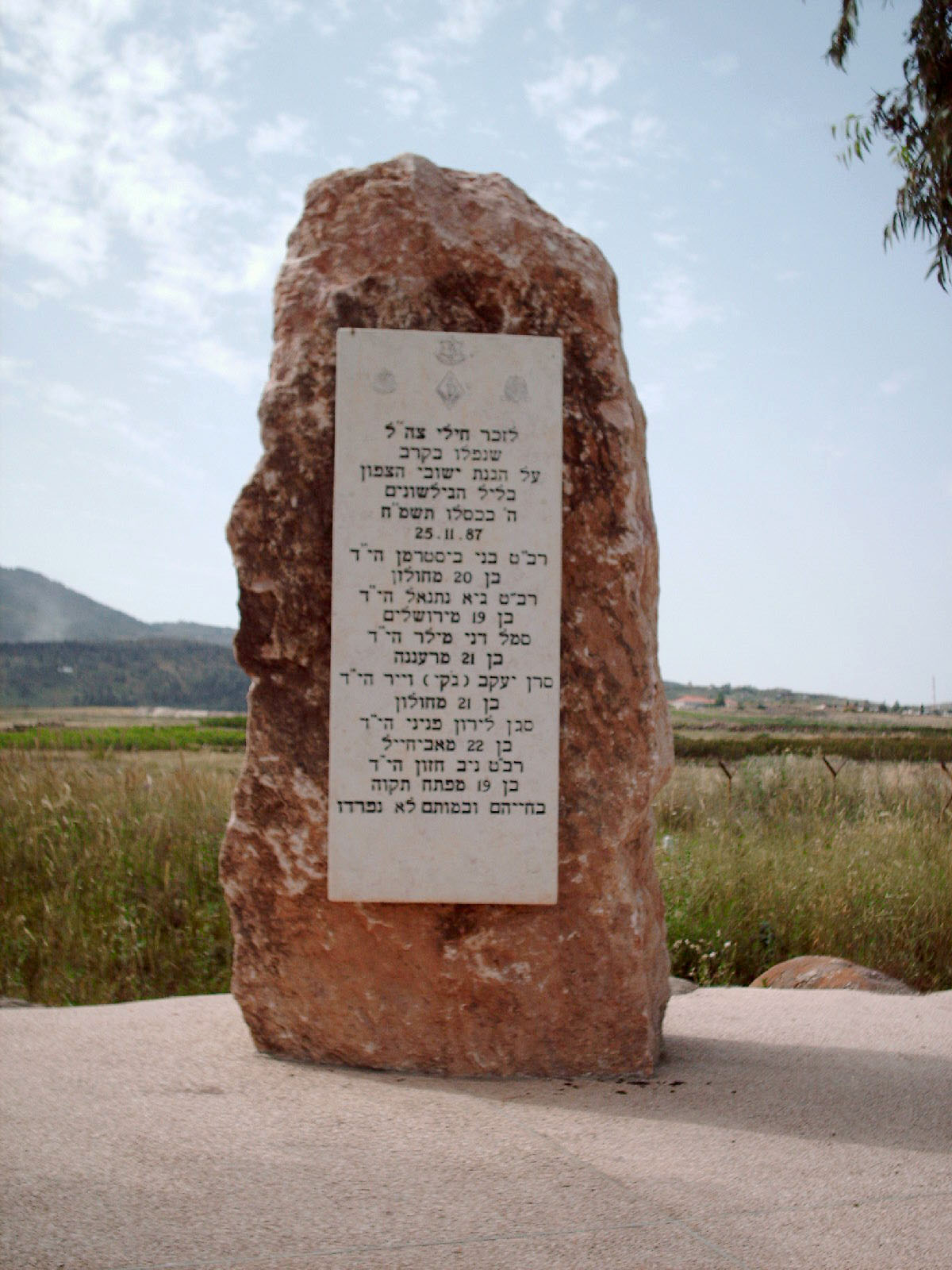
Un monumento cerca de Kiryat Shemona que conmemora a las víctimas del ataque.

Las FDI fueron duramente criticadas por la prensa israelí. El titular de Maariv decía «Falta en el Norte: un golpe al ejército». La prensa también pidió que se investigara cómo fue posible la infiltración. El primer ministro israelí, Isaac Shamir, culpó a Siria por el ataque y dijo: «Está claro que no podrían haberlo hecho sin el patrocinio y la ayuda de los sirios», y afirmó que Israel responsabiliza a Siria. El jefe adjunto del Estado Mayor (Ramatcal), Ehud Barak, prometió que el FPLP-GC «pagará el precio a su debido tiempo». Hablando ante la Knéset el 30 de noviembre, el Ministro de Defensa israelí, Isaac Rabin, envió sus condolencias a las familias de las víctimas. Aseguró a los residentes de Galilea que las FDI harán lo mejor que puedan para evitar ataques similares. Sin embargo, admitió que «en este campo no se tomaron todas las medidas requeridas por las órdenes y procedimientos, lo que provocó graves consecuencias».
Al principio, el único soldado acusado fue el centinela Roni Almog, de 19 años, que fue condenado a tres años de prisión por cobardía que provocó la muerte de otros seis. Sólo tras la presión pública el jefe de Estado Mayor Dan Shomron decidió emprender más procedimientos y transferir al oficial de operaciones de la brigada de su puesto. Esto dio origen a la frase «El síndrome del centinela» (Tismonet HaShin-Gimel), que significa que un sistema intenta librarse de la responsabilidad de un fallo echando toda la culpa al rango más bajo posible.
Cerca de Kiryat Shmona se levantó un monumento que conmemora las víctimas del incidente.

### Reacciones palestinas
El FPLP-GC asumió la responsabilidad del ataque en un comunicado al día siguiente, afirmando que la guerrilla libró una «batalla heroica», lo que fue visto como una inyección de moral. El 3 de diciembre, el presidente de la OLP, Yasir Arafat, elogió el ataque y dijo que «el ataque demostró que no puede haber barreras ni obstáculos para impedir a un guerrillero que ha decidido convertirse en mártir». Los periódicos palestinos en Cisjordania publicaron la historia en sus titulares y en tinta de colores, pero el censor militar israelí les impidió imprimir nada más que los detalles más elementales del incidente. Los palestinos adoptaron a la guerrilla como un héroe nacional y comenzaron a burlarse de las tropas israelíes, gritando «seis a uno», y la escritura «6:1» apareció en las paredes de Gaza. El 9 de diciembre estallaron disturbios en la Franja de Gaza, marcando el comienzo de la Primera Intifada. El incidente se considera a menudo como un catalizador de los disturbios.